# Carlos Simon
Carlos Eugênio Simón (født 3. september 1965) er en tidligere brasiliansk fodbolddommer. Han dømte internationalt under det internationale fodboldforbund FIFA fra 1995 til 2010, hvor han var placeret i den sydamerikanske dommergruppe. Han har deltaget ved 3 VM slurunder, hvor det i alt er blevet til 7 kampe..
Ved siden af dommerkarrieren er Simón journalist.

## Karriere
Ruiz har deltaget ved 3 VM slutrunder (2002, 2006 og 2010), hvor han har dømt 7 kampe.

### VM 2002
- England –  Sverige (gruppespil)
- Mexico –  Italien (gruppespil)

### VM 2006
- Italien –  Ghana (gruppespil)
- Spanien –  Tunesien (gruppespil)
- Tyskland –  Sverige (ottendedelsfinale)

### VM 2010
- England –  USA (gruppespil)
- Ghana –  Tyskland (gruppespil)